# Карате-Брианца
Карате-Брианца (итал. Carate Brianza) — город в Италии, в провинции Монца-э-Брианца области Ломбардия.
Население составляет 17 408 человек (на 2005 г.), плотность населения составляет 1782 чел./км². Занимает площадь 9,86 км². Почтовый индекс — 20048. Телефонный код — 0362.
Покровителем населённого пункта считается святой Амвросий Медиоланский. Праздник ежегодно празднуется 7 декабря.